# Tessalit

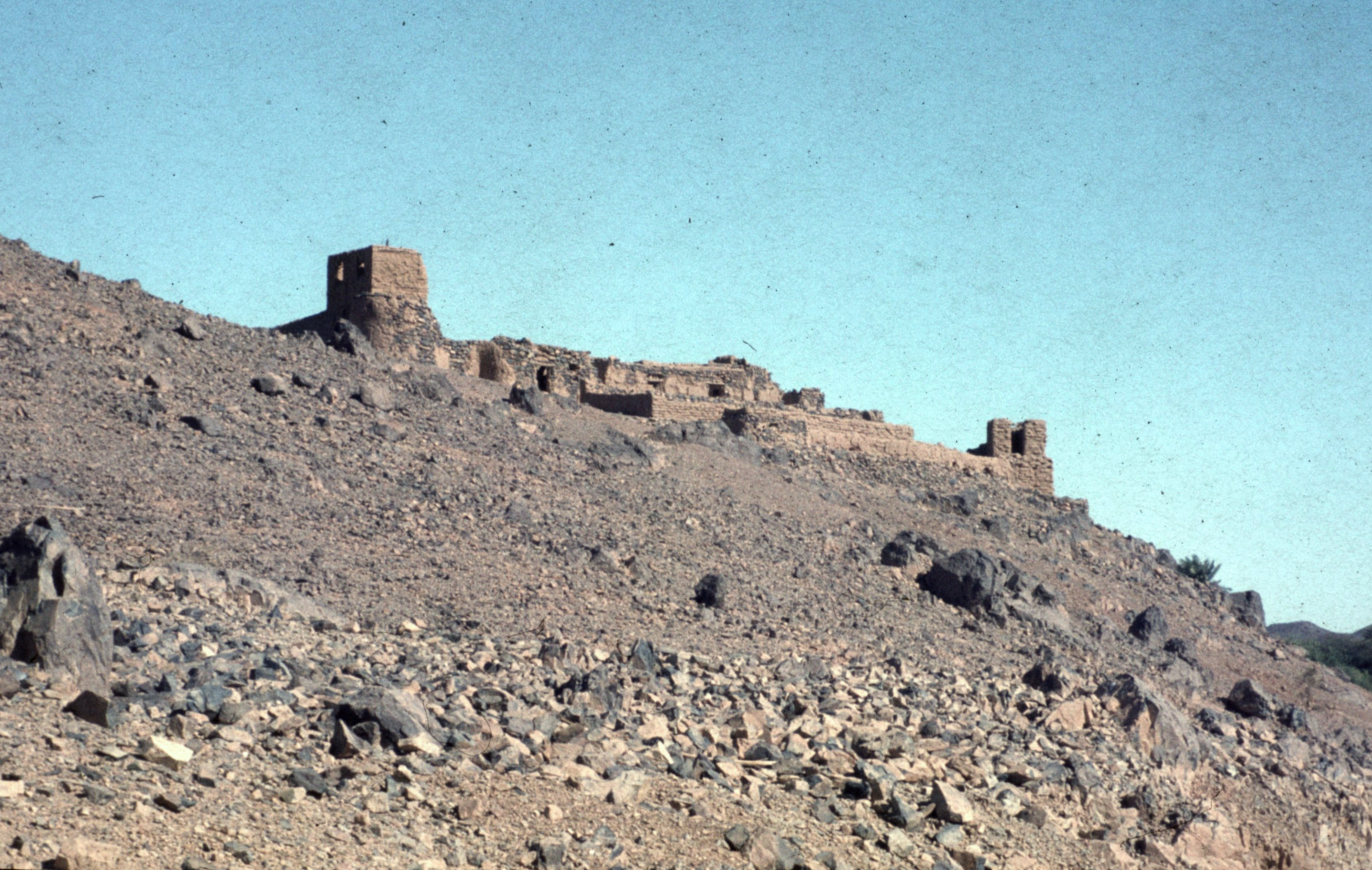
Place forte, 1982.

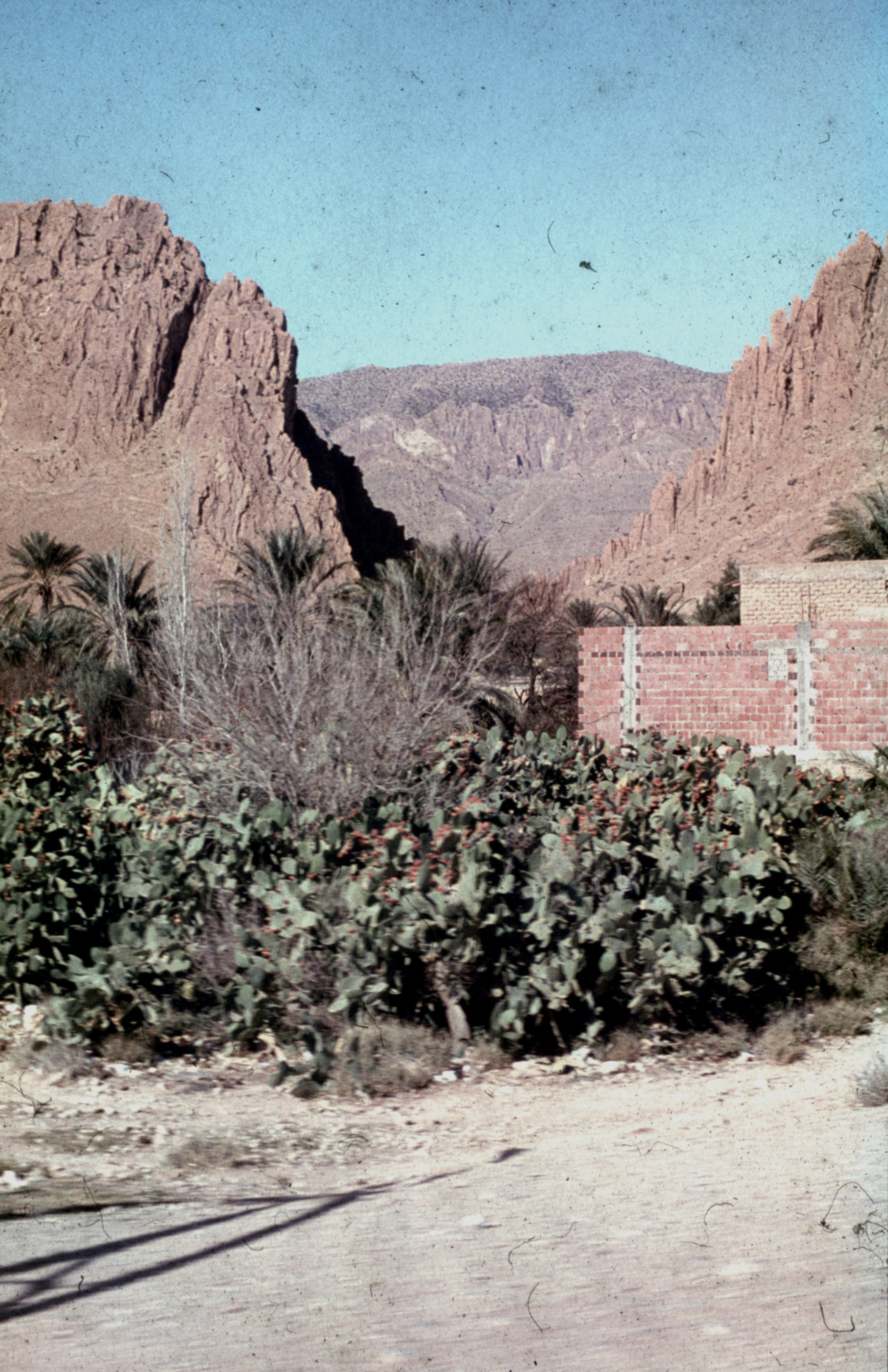
Source, 1982.

Tessalit est une ville et une commune malienne, située dans le département de la Saharienne, chef-lieu cercle de Tessalit, dans la région de Kidal. Elle se située au nord du massif du Tighaghar, dans l'Adrar des Ifoghas.

## Géographie

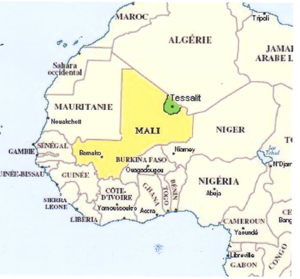
Tessalit au Mali.

### Climat

Carte administrative de la région de Kidal.

Tessalit possède un climat désertique chaud (Classification de Köppen BWh) typique de l'Adrar des Ifoghas, massif montagneux situé au Sahara avec des étés très longs et extrêmement chauds et des hivers courts mais agréables.
Le climat y est donc très aride (les précipitations moyennes annuelles sont environ de 68 mm), surtout entre novembre et avril (environ 0 mm).
La saison chaude dure environ sept mois, la chaleur y est extrême et persistante malgré l'altitude : les températures maximales sont constamment bien supérieures à 40 °C entre début avril et fin octobre et tournent plutôt autour de 45 °C. Les températures restent particulièrement élevées en hiver surtout en journée où les températures moyennes maximales restent au-dessus de 26 °C et atteignent régulièrement la barre des 30 °C. Le ciel est dégagé et clair toute l'année et les journées couvertes restent très rares, sinon inexistantes. La température moyenne journalière annuelle avoisine 29,4 °C à Tessalit.
| Mois                              | jan. | fév. | mars | avril | mai  | juin | jui. | août | sep. | oct. | nov. | déc. | année |
| --------------------------------- | ---- | ---- | ---- | ----- | ---- | ---- | ---- | ---- | ---- | ---- | ---- | ---- | ----- |
| Température minimale moyenne (°C) | 12,6 | 15   | 18   | 21,8  | 25,8 | 28,9 | 28,1 | 27,1 | 26,7 | 23,6 | 18,2 | 13,5 | 21,6  |
| Température moyenne (°C)          | 19,7 | 22,5 | 25,6 | 30,4  | 33,9 | 36,6 | 36   | 35   | 34,2 | 31,5 | 27   | 20,8 | 29,37 |
| Température maximale moyenne (°C) | 26,8 | 29,9 | 33,3 | 38,9  | 42   | 44,2 | 43,8 | 42,9 | 41,7 | 39,4 | 35,8 | 28   | 37,1  |
| Précipitations (mm)               | 0,4  | 0,1  | 0,7  | 0,5   | 4,6  | 6,1  | 16,6 | 26,1 | 11,6 | 1,1  | 0,3  | 0,4  | 68,5  |

## Histoire
Le mot Tessalit a plusieurs origines. Pour certains, il signifierait « Tassalit » c'est-à-dire un endroit giboyeux où le braconnage est pratiqué. Pour d’autres, il signifierait « Tassalat » c'est-à-dire un rocher plat en langue tamacheq. L’histoire plus récente de Tessalit est liée à la création de la palmeraie, rive gauche de l’oued du village de Tessalit.

### Guerre civile malienne
Dès janvier 2012, le Mouvement national de libération de l'Azawad (MNLA), un groupe rebelle touareg, prend la ville le 11 mars aux forces armées maliennes après avoir subi un premier échec en février, le contrôle d'un camp militaire. Cet assaut marque une étape importante dans la conquête du Nord par la rébellion touarègue de 2012.
En avril 2012, le MNLA Le mouvement est débordé par des mouvements islamiques radicaux, principalement Ansar Dine et AQMI, qui le chassent de Tessalit.
À la suite de l'engagement militaire de la France dans l'opération Serval lancée au centre du pays le 11 janvier 2013, les troupes françaises et maliennes reconquièrent l'ensemble de la boucle du Niger à la fin janvier. Le 29 janvier 2013, le MNLA, déclarant désormais agir en coopération avec l'armée française, annonce que la ville de Tessalit serait repassée sous son contrôle. À partir du 3 février, d'importants bombardements aériens de l'armée de l'air française sont entrepris dans la région de Tessalit où se seraient repliés une partie des jihadistes,, afin également de préparer la reprise totale de la ville et de la région qui constituent une position stratégique et militaire majeure dans le Sahara. Dans la nuit du 7 au 8 février 2013, des troupes françaises prennent, lors d'une opération aéro-terrestre, le contrôle de Tessalit et de son aéroport puis sont suivies par des éléments de l'armée tchadienne pour sécuriser la ville. L'aéroport de Tessalit et la base militaire voisine constituent alors une base arrière pour les opérations menées par l'armée française dans l'Adrar des Ifoghas au printemps 2013.
Jusqu'au mois de juillet 2013, les troupes tchadiennes sont chargées par la MINUSMA, avec des éléments français, de sécuriser la ville. Durant la période des élections présidentielles, en accord avec les autorités militaires françaises et l'ONU, une compagnie du premier bataillon de l'armée gouvernementale malienne (formée par les instructeurs de l'Union européenne) reprend position aux abords de la ville pour la première fois depuis 2012 et la prise de contrôle de la ville par la rébellion touareg.
Après plus de 10 ans de présence à Tessalit, la MINUSMA a quitté la ville le 23 octobre 2023. Cette dernière annonce qu’elle achève sa mission à Tessalit avec le retrait de son personnel civil et militaire . Ce retrait fait suite à la résolution 2690 adoptée par le Conseil de sécurité des Nations unies le 30 juin 2023 qui prévoit de mettre fin aux opérations de la MINUSMA et à la présence de cette dernière au Mali à la demande des autorités maliennes.

## Économie

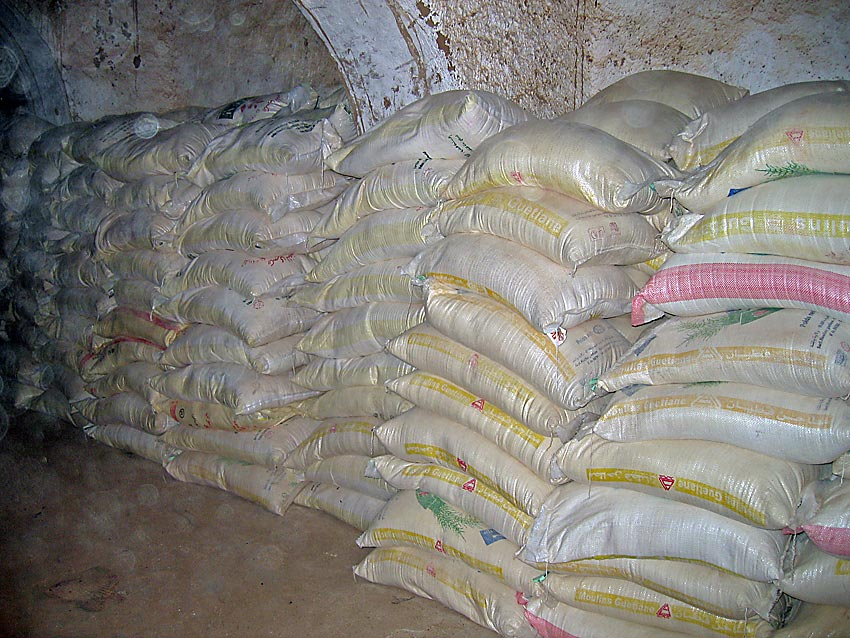
La banque de céréales de Tessalit (association AIADD-Solidarité, décembre 2005).

Tessalit est une importante oasis du Sahara, constituant un point d'eau et de nourriture stratégique dans cette partie du désert. Autrefois prospère, elle bénéficiait du passage touristique transsaharien entre le sud de l'Algérie et le Mali. Un gisement de gypse, ainsi qu'une usine de plâtre contribuaient aussi à son économie. La zone présenterait également un potentiel en termes de différents minerais.
Ces ressources ont été anéanties par l'activité des mouvements liés à la rébellion touarègue dans les années 1990 ainsi que par les activités terroristes en Algérie à la fin du XXe siècle.
Afin d'être prête à la reprise de l'activité touristique, la commune de Tessalit s'était dotée d'un camping de bonne qualité et espérait profiter du fait qu'elle possède le seul aérodrome de la région avec une piste en dur, pouvant accueillir des gros porteurs. Dépourvu d'aérogare, il ne sert actuellement qu’à de rares vols militaires et civils privés.
En décembre 2005, une banque de céréales a été mise en place afin de conforter la sécurité alimentaire des populations locales.

## Administration
| Année | Maire élu           | Parti politique |
| ----- | ------------------- | --------------- |
| 2004  | Abdalah ag Albakaye |                 |
| 2009  | Ousmane Ag Abdoula  | Adéma-Pasj      |

Abdalah ag Alkaba, maire élu en 2004, ne pouvait pas se représenter aux élections municipales de 2009[réf. nécessaire]. Aux élections communales d'avril 2009, aucune des quatre listes ayant obtenu des élus n'a eu la majorité absolue.
Le poste-frontière malien avec l'Algérie est établi à Tessalit.

### Jumelage
- Saint-Jean-de-Maurienne (France)

## Culture
Le groupe Tinariwen, initiateur et leader du courant musical, le blues touareg, ainsi que le groupe Terakaft sont originaires de Tessalit, tout comme le poète contemporain malien Souéloum Diagho.